# Próchenki
Próchenki – wieś sołecka w Polsce położona w województwie mazowieckim, w powiecie łosickim, w gminie Olszanka.
| SIMC    | Nazwa      | Rodzaj    |
| ------- | ---------- | --------- |
| 1054860 | Poprzeczki | część wsi |

W latach 1975−1998 miejscowość administracyjnie należała do województwa bialskopodlaskiego.
Wieś posiada 132 domy i 483 mieszkańców, powierzchnia sołectwa to 1297 ha. Na terenie funkcjonuje Niepubliczna Szkoła Podstawowa, prowadzona przez Stowarzyszenie na Rzecz Rozwoju Wsi Próchenki i Filia Biblioteczna. W miejscowości działa jednostka ochotniczej straży pożarnej.

## Historia
Wieś założona została pod koniec XIII wieku w prawosławnej diecezji. W 1577 roku wzniesiono tu nową parafialną cerkiew prawosławną. Na przełomie XVI i XVII wieku Prochenki należały do dóbr królewskich. W roku 1669 syn Jaremy ufundował i wyposażył cerkiew unicką. Od 1874 roku we wsi ponownie funkcjonowała parafia prawosławna. W 1921 r. parafia została rewindykowana jako rzymskokatolicka pod wezwaniem Najświętszego Serca Pana Jezusa.

### Religia
W latach 1989–1992 staraniem ks. H. Demiańczuka w miejscu dawnego prawosławno-unickiego cerkwiska wybudowano murowany kościół pod wezwaniem Najświętszego Serca Pana Jezusa. Na obszarze parafii leżą Próchenki i Korczówka.
Miejscowość jest siedzibą rzymskokatolickiej parafii Najświętszego Serca Pana Jezusa w Próchenkach, a prawosławni mieszkańcy wsi należą do parafii 
św. Michała Archanioła w Nosowie.